# Yamzho Yumco
Yamzho Yumco (kinesiska: 洋卓雍湖) är en sjö i Kina. Den ligger i den autonoma regionen Tibet, i den sydvästra delen av landet, omkring 84 kilometer sydväst om regionhuvudstaden Lhasa. Yamzho Yumco ligger 4 442 meter över havet. Arean är 570 kvadratkilometer. Den sträcker sig 47,1 kilometer i nord-sydlig riktning, och 64,7 kilometer i öst-västlig riktning.
Genomsnittlig årsnederbörd är 977 millimeter. Den regnigaste månaden är juli, med i genomsnitt 240 mm nederbörd, och den torraste är december, med 12 mm nederbörd.